# Соборна мечеть (Запоріжжя)
Запорізька соборна мечеть — соборна мечеть і культурний центр в місті Запоріжжі. У будівлі ісламського культурного центру діє громадська організація «Віра», що входить до ДУМУ «Умма».
Розташовується за адресою: вулиця Архівна, 68. 

## Історія
15 жовтня 2021 року урочисто було відкрито Соборну мечеть. На відкриття першої мечеті Запоріжжя завітали імами з Дніпра, Харкова, Костянтинівки та Сєверодонецька, священики з Православної церкви України, Української греко-католицької церкви, Римо-католицької церкви та Вірменської апостольської церкви, представники влади і велика кількість мусульман міста. Також з Лівану прилетів спеціально на відкриття мечеті перший імам громади шейх Білял, за ініціативою якого і почали будувати мечеть і відроджувати релігійні традиції в мусульманській громаді.
Соборна мечеть була побудована на пожертви мусульман України. Імамом мечеті є Мухаммад Мамутов.
Імам мусульманської громади Запоріжжя Мухаммад Мамутов назвав відкриття мечеті важливою подією для громади, адже тут мусульмани не тільки моляться, а й відзначають важливі події в житті своїх сімей та всієї громади, відзначають свята, навчаються та змістовно проводять дозвілля:  
— Я з радістю можу констатувати, що наша громада зростає і розвивається. Іслам має всі можливості для вільного визнання — для цього створені сприятливі умови як у Запоріжжі, так і в цілій Україні. До того ж храми зазвичай будуються для людей. Там вони згадують і наближаються до Всевишнього Творця, навчаються доброго та йдуть до людей із добром. Маю надію, що ми зможемо охопити увагою та опікою більше людей, отже й робити більше добрих справ.
Із вітальним словом виступив також священник Андрій Бухвак, настоятель Запорізької парафії УГКЦ. Від імені усіх християн міста він привітав мусульманську громаду із відкриттям мечеті та наголосив на близькості монотеїстичних традицій:
— Ми всі тут зійшлися, щоб подякувати Богові за подароване місце для зібрань і молитви для мусульман у Запоріжжі. Незважаючи на те, що ми є різні релігійно, але ми віримо в Одного Бога. Хоч ми називаємо Його по-різному, молимося до Нього по-різному, але всі ми покликані на те, щоби свідчити про нашу віру в Одного Бога. Особливо перед людьми, які Його не знають і є невіруючими.

## Інфраструктура центру
- Молитовна зала (300 осіб)
- Мусульманська бібліотека, де зібрана різноманітна література, компакт-диски, аудіо та відео-касети про Іслам та їхню культуру
- Недільна школа з вивчення арабської мови і культури ісламського світу.
- Також надається можливість для здійснення обряду нікях (одруження), джазана-намаз (заупокійної молитви), наряджання покійного.[4]